# Lost & Found (Chris Brown)
Lost & Found è un brano musicale del cantante statunitense Chris Brown, tratto dal suo ottavo album Heartbreak on a Full Moon come brano di apertura del disco.
Il brano è reputato dalla critica come uno dei momenti più alti del disco Heartbreak on a Full Moon, nonché della carriera di Brown.

## Il brano

### Composizione musicale
Lost & Found è una brano R&B di quattro minuti ed un secondo, scritto interamente da Brown e prodotto da J-Bo e Xeryus Gittens. La produzione del brano è dominata da un accordo lento di un basso caldo ed atmosferico, accompagnato da malinconici accordi di chitarra e sporadiche percussioni. Nel brano Brown canta con uno stile R&B e soul con un'intonazione calma e malinconica nel primo verso, diventando più impegnativa ed aggressiva nel secondo, terminando con un terzo verso rappato con triste violenza con la voce pesantemente in Auto-Tune.

### Tema lirico
Il testo del brano si dirama in una trama che racconta poeticamente ed esplicitamente il dolore amoroso provocato da una donna, dipendente dalla bella vita, al cantante, essendo cantato in prospettiva alla diretta interessata. Il cantato di Brown proporziona l'emotività del testo suonando malinconico e sottotono a tratti, arrabbiato in altri, concludendo col verso in Auto-Tune, dove l'effetto suggerisce l'assenza di sobrietà momentanea del cantante da cui dipendono le sue parole pesanti.
Il testo del brano introduce l'intero tema del disco Heartbreak on a Full Moon.

## Ricezione della critica
Critici di giornali e riviste tra cui AllMusic, HipHopDX e Slant Magazine hanno elogiato la profondità dei testo del brano e la sua produzione malinconica , definedolo "un brano di alta qualità che evidenzia il miglioramento dell'artista intrapreso nel disco (Heartbreak on a Full Moon)".

## Classifiche
| Classifica (2017)         | Posizione massima |
| ------------------------- | ----------------- |
| Francia                   | 76                |
| Regno Unito               | 113               |
| Stati Uniti (R&B/hip-hop) | 52                |